# Kurt Heinrich Ernst von Einsiedel

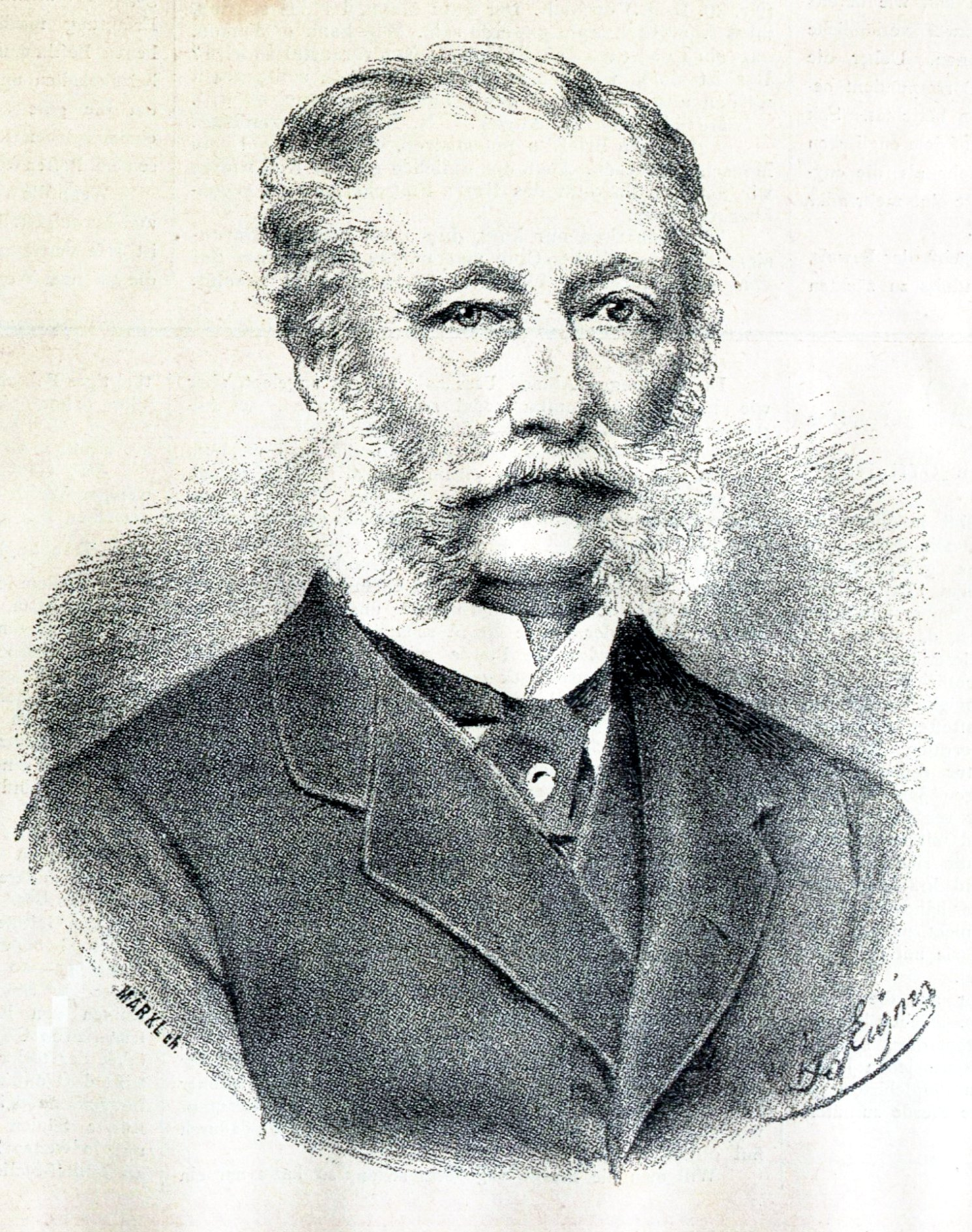
Kurt Heinrich Ernst von Einsiedel (Porträt von Ignaz Eigner, 1878)

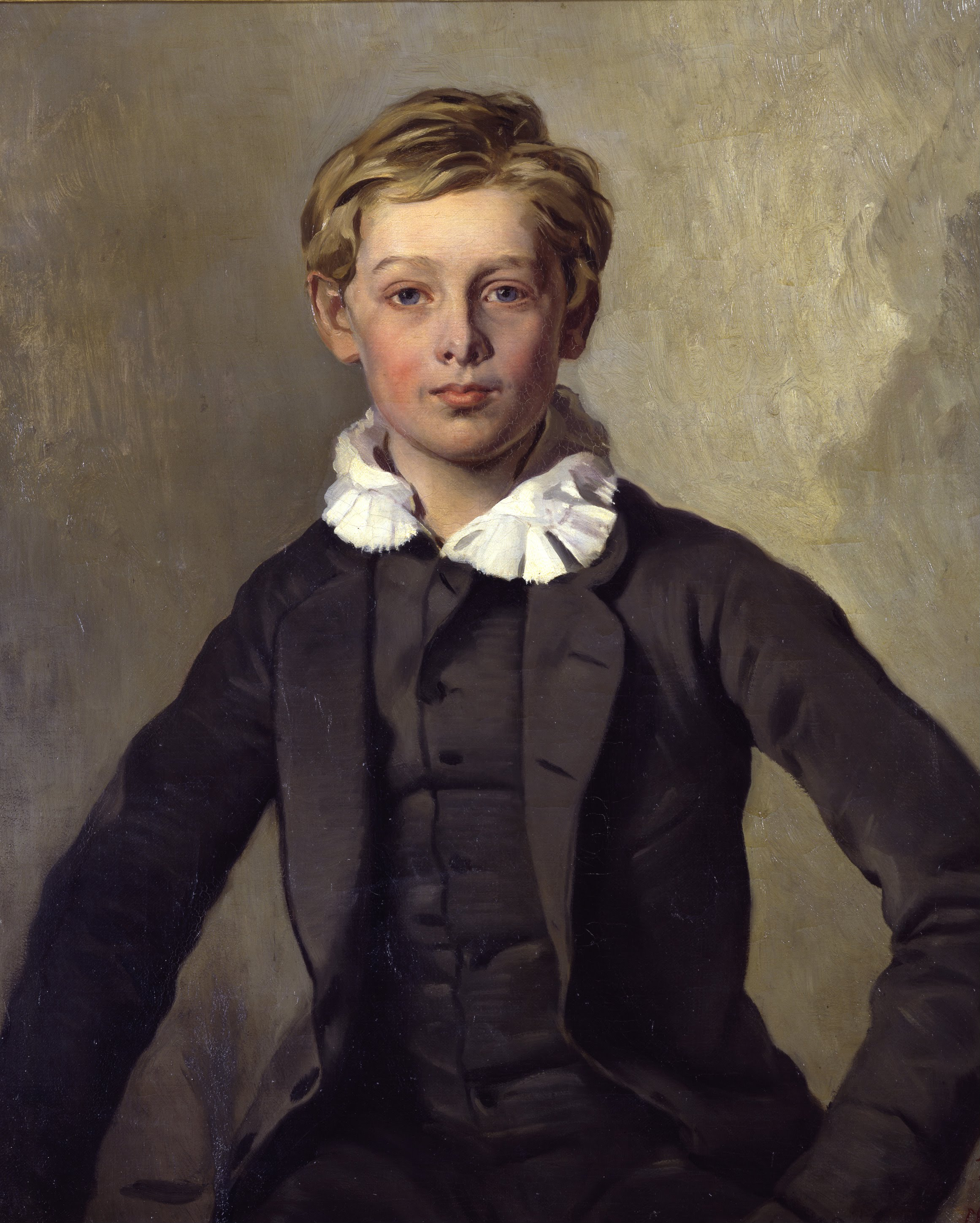
Porträt des Sohnes Haubold, von Ferdinand von Rayski 1855

Kurt Heinrich Ernst Graf von Einsiedel (* 14. März 1811 in Paris; † 21. September 1887 in Reibersdorf) war ein deutscher Pferdezüchter und Autor.

## Leben
Der Sohn von Heinrich Graf von Einsiedel (1768–1842) und Ernestine, geb. von Warnsdorf erbte 1842 von seinem Vater die Standesherrschaft Reibersdorf und die Grundherrschaft Milkel. Einsiedel war königlich sächsischer Obermundschenk und gehörte der I. Kammer des Sächsischen Landtags und den Oberlausitzer Provinzialständen an. Auf dem Rittergut Milkel errichtete Einsiedel eine Lehrschmiede. Er war Anhänger des englischen Hufbeschlags bei Pferden und publizierte darüber.
Verheiratet war Einsiedel mit Natalie, geb. Freiin Blome. Nach dem Tode seines einzigen Sohnes Haubold (* 26. Juli 1844), der am 22. November 1868 auf Schloss Milkel an der Schwindsucht verstorben war, errichtete Einsiedel 1868 für alte und sieche Menschen seiner Herrschaften das Hauboldstift in Reibersdorf.

## Werke
- Aphorismen über Reitwissenschaft und dazu gehörender Pferdebehandlung. Dresden 1851
- Gedankenzettel zu Ausübung des englischen Huf-Beschlages, in Verbindung mit fünf Steindruck-Tafeln: den Schmieden der Königlich Sächsischen Oberlausitz gewidmet. Budissin 1859
- Noch ein Wort, weil es Noth thut, zum Hufbeschlage. Bautzen 1872